# Сосна Василя Ялоцького (пам'ятка природи)
Сосна́ Василя́ Яло́цького — ботанічна пам'ятка природи місцевого значення в Україні. Розташована в північній частині міста Чернігів, в місцевості Ялівщина, на території агробіостанції Чернігівського обласного педагогічного ліцею для обдарованої сільської молоді.
Площа 0,01 га. Статус присвоєно згідно з рішенням Чернігівської обласної ради від 17 травня 2017 року № 18-9/VII. Перебуває у віданні: Чернігівський обласний педагогічний ліцей для обдарованої сільської молоді.
Статус присвоєно для збереження сосни звичайної віком бл. 200 років, заввишки 22 м. Дерево має розлогу крону, діаметр стовбура (на висоті 1,5 м) — 0,9 м.
Сосна названа на честь В. Ф. Ялоцького — власника млина на річці Стрижень.
Пам'ятка природи «Сосна Василя Ялоцького» розташована в межах Регіонального ландшафтного парку «Ялівщина».

## Галерея

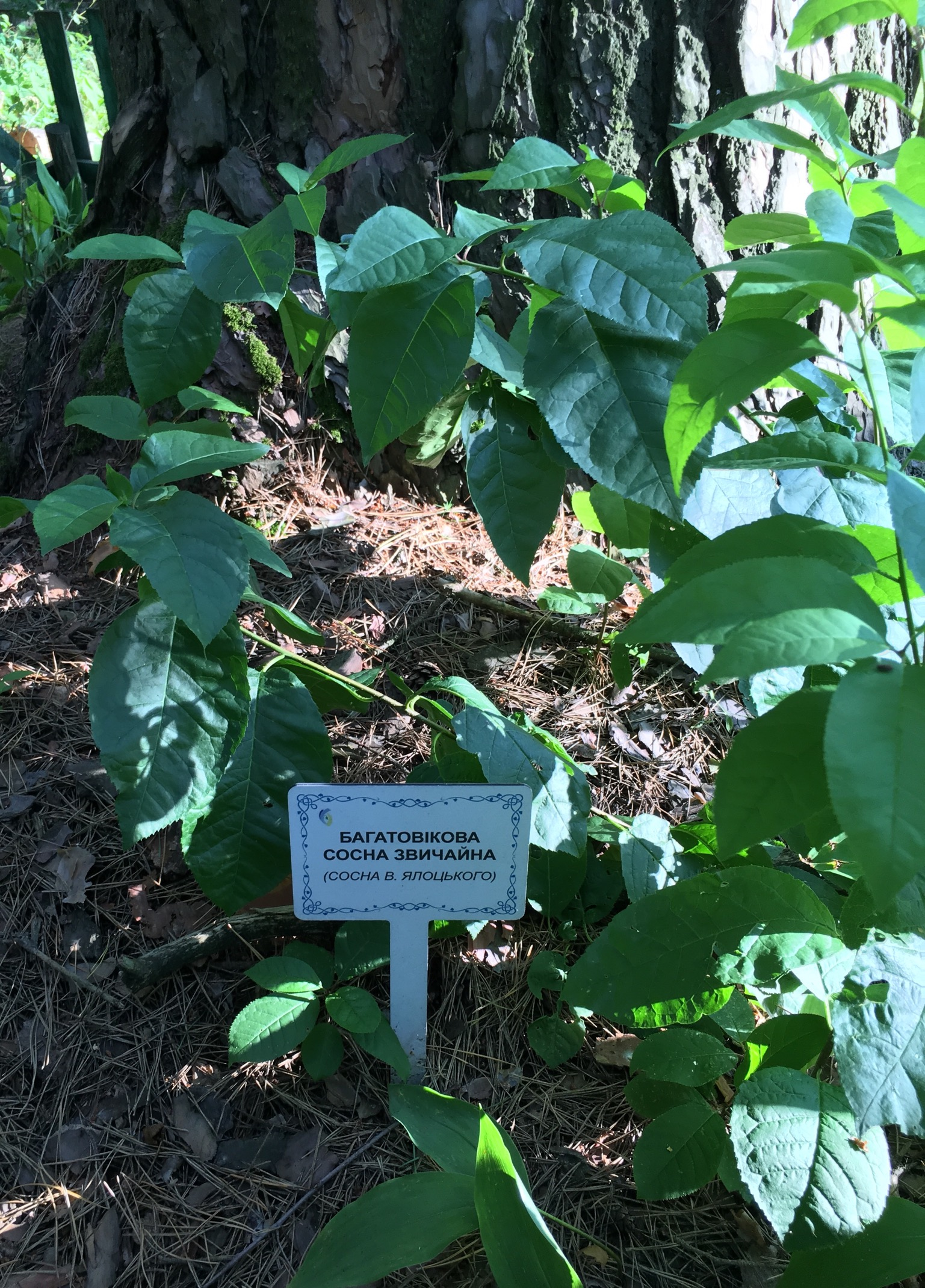
Сосна Василя Ялоцького (табличка)
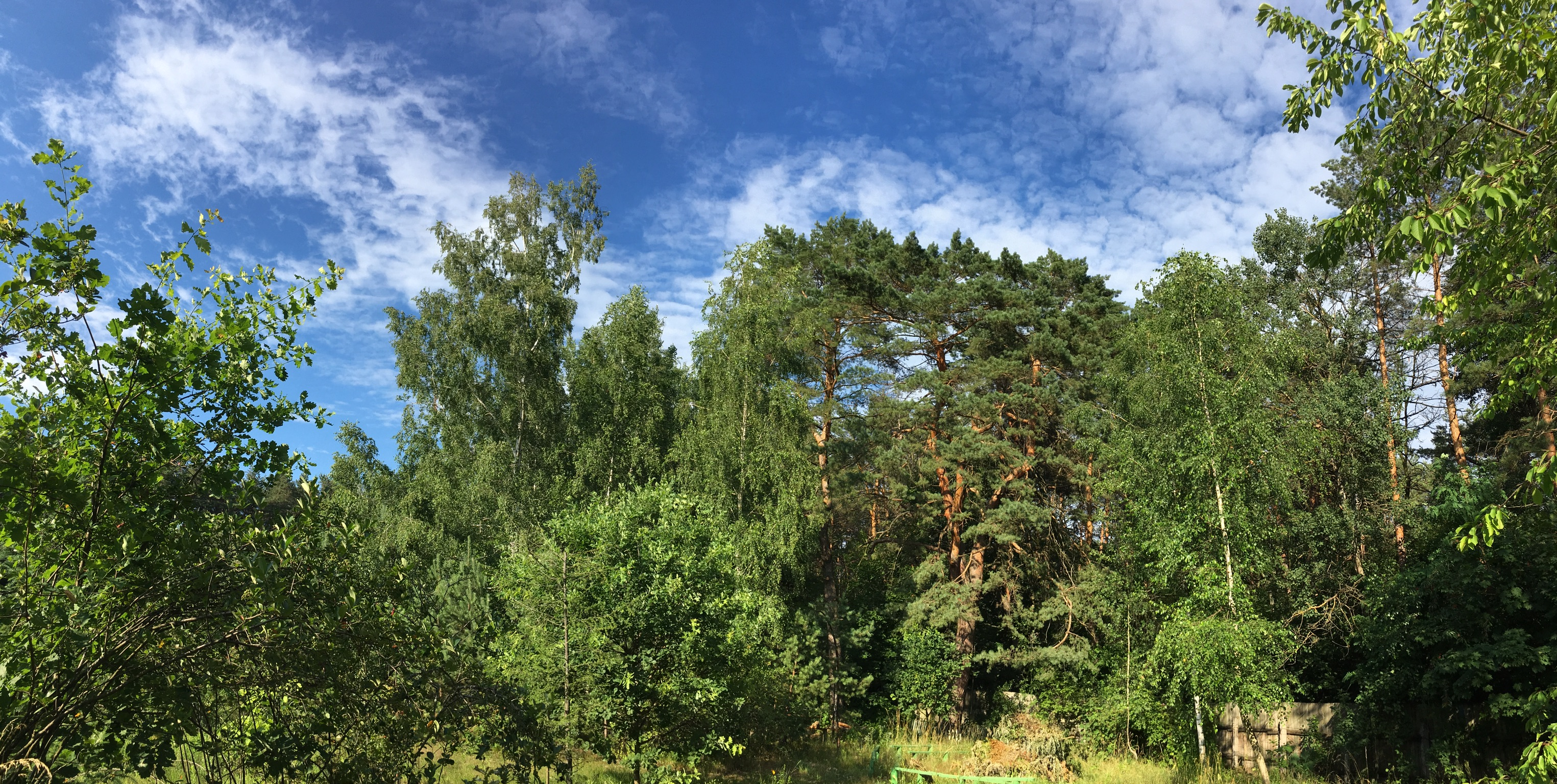
Сосна Василя Ялоцького в липні 2020 р.
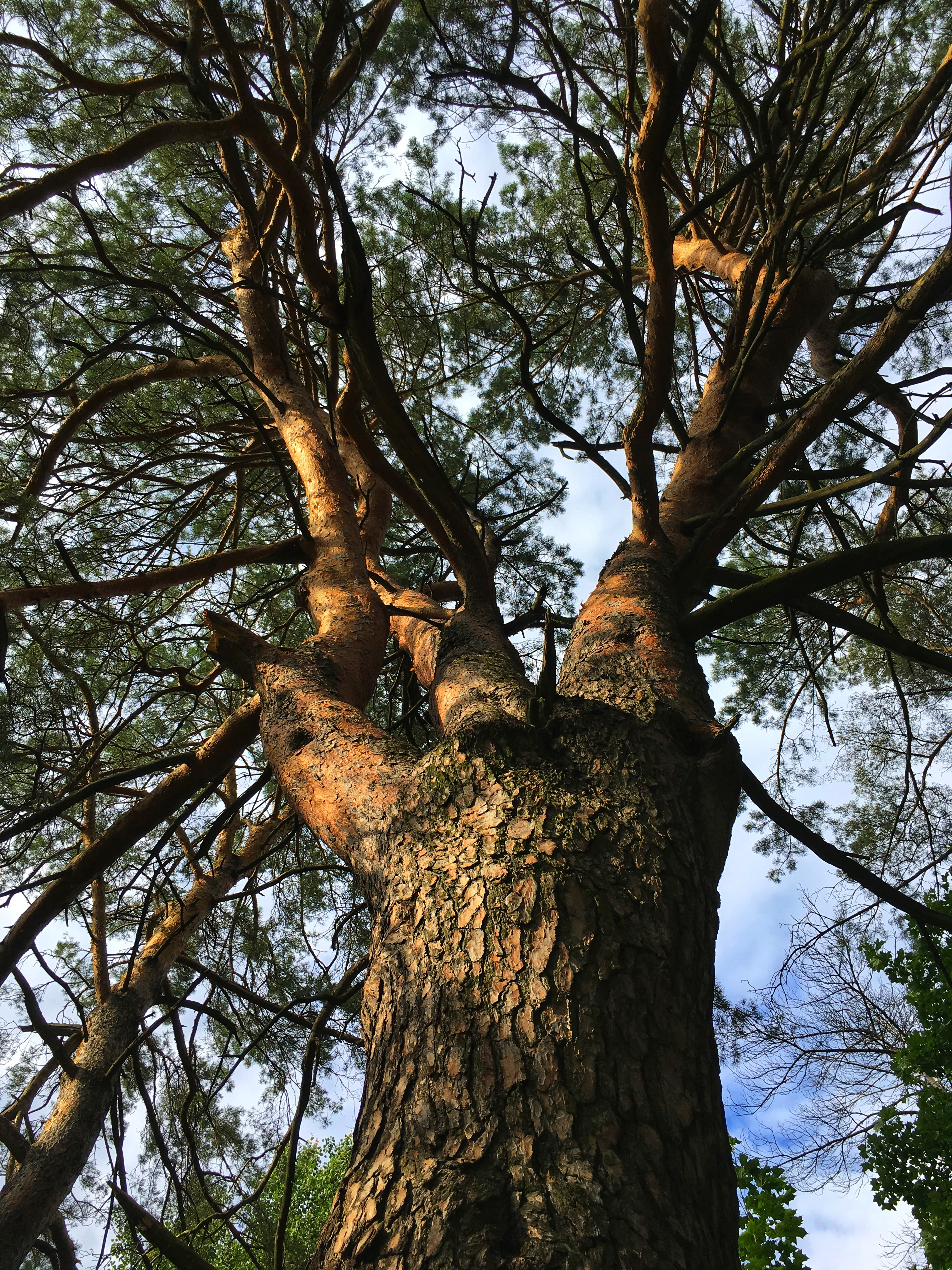
Сосна Василя Ялоцького. Погляд знизу